# Cantonul Saint-Gervais-sur-Mare
Cantonul Saint-Gervais-sur-Mare este un canton din arondismentul Béziers, departamentul Hérault, regiunea Languedoc-Roussillon, Franța.

## Comune
- Les Aires
- Castanet-le-Haut
- Combes
- Hérépian
- Lamalou-les-Bains
- Le Poujol-sur-Orb
- Rosis
- Saint-Geniès-de-Varensal
- Saint-Gervais-sur-Mare (reședință)
- Taussac-la-Billière
- Villemagne-l'Argentière